# Can Barceló (Sant Jordi Desvalls)
Can Barceló és una obra de Sant Jordi Desvalls (Gironès) inclosa a l'Inventari del Patrimoni Arquitectònic de Catalunya.

## Descripció
És un edifici de grans dimensions amb planta i pis que es troba reformat. Té una teulada a dues vessants coberta amb teula.
Té les obertures rectangulars, tant les portes com les finestres, emmarcades en pedra. La façana de migdia és la que conserva elements més antics, amb un portal dovellat de mig punt. A la façana de llevant destaca la galeria que hi ha al primer pis, correguda per una arcada de set arcs de mig punt. La llinda d'una de les portes té gravat el cognom VIADER, la pedra és fragmentada i sembla que l'altre cos correspon a la que es conserva en un racó de l'era de la façana de migdia, on consta gravada incompleta la data de 17__.

## Història
Fou la casa pairal del prevere Antoni Perich i Viader, autor d'un extens manuscrit sobre la guerra de la Independència titulat "Narració de los sis anys y quatre mesos que los francesos han estat a Cathalunya, contant de los primers de febrer de 1808, fins als primers de juny de 1814", actualment aquest document es troba a l'arxiu del Bisbat de Girona. Els pares d'aquest sacerdot tenien tres fills: dues noies i un noi. Aquest escollí la carrera eclesiàstica i les noies es casaren, la gran amb un Barceló i la petita amb un fill de Can Martí, notables famílies de Sant Jordi.
El document més antic que s'ha recuperat per a l'arxiu familiar data del 1300 i tracta de la compra d'un camp. Un altre del 1400 parla d'una transacció entre Can Masó de Sobrànigues, que posseïa la barca que travessava el Ter, i Can Viader. Aquests podien fer ús de la barca a canvi de deixar passar els Masó pel camí de propietat de Can Viader.